# Американська музична академія
Американська музична академія (АМА)  — музичний навчальний заклад у Києві, викладання по програмі Berklee College, відкрита у 2014.

### Історія створення
У 2010 у Berklee College було підняте питання про відкриття центру сучасної музичної освіти по системі Berklee у Східній Європі, були висунуті варіанти: Санкт-Петербург або Варшава. Влад Дебрянський запропонував Київ. На даний момент головне представництво АМА у Львові. 
У 2013 почала розроблятися концепція АМА. 
2014  — школа відкрита, засновник і директор  — Влад Дебрянський.

### Мета
Метою АМА є донесення до українських студентів американських знань та навичок, розвиток українського музичного бізнесу, відкриття талантів. Створення внутрішньої музичної платформи інтегрованої із світового музичного суспільства. 

### Партнери
Berklee College of Music, New Orleans Conservatory, World Youth Philaromohnic Orchestra (NYC), Chops Academy (San Francisco). 

### Напрямки навчання
Виконання (вокал, гітара, барабани, фортепіано, бас, труба, тромбон, саксофон); Композиторство (композитор пісні, кіно, відео ігор, комерції) та продюсерство (продюсер запису, студіо інженер, музичний бізнес). 

### Метода навчання
Із статуту академії: 
- Ми не вчимо музики, ми надихаємо;
- Навчання тільки з практичними порадами;
- Ми відштовхуємося від сучасності.

### Викладачі
Серед викладачів школи є відомі музиканти та музичні продюсери: Том Ротрок, Реджинальд Лав, Адам Джозеф, Джеррі Браун

### Студенти
У 2015 студенткою АМА стала співачка Руслана. 

### Відомі випускники
Серед відомих випускників такі як Влад Каращук, Ання Кукса, Роман Рондяк.  